# Édouard Moisan
Édouard Moisan, né le 25 avril 1902 à Marseille (Bouches-du-Rhône) et décédé le 28 septembre 1986 à Saint-Herblain (Loire-Atlantique), est un homme politique français.

## Biographie
Né à Marseille, il vit son enfance et sa jeunesse à Nantes, où s'installe sa famille après la Première Guerre mondiale. Il est très tôt orphelin.
Après des études dans l'enseignement technique au lycée Leloup-Bouhier, il obtient en 1919 un certificat d'études pratiques industrielles à l'Institut polytechnique de l'Ouest, et travaille comme sous-chef de service commercial d'une entreprise de Loire-Inférieure à Chantenay.
Très tôt engagé dans le syndicalisme chrétien, il devient secrétaire départemental de la CFTC en 1936, et le reste jusqu'à la dissolution des confédération par le régime de Vichy, en 1940. Délégué du personnel à partir de 1936, il devient trésorier adjoint du bureau de l'Union nantaise des travailleurs chrétiens en 1937.
Il est alors élu président de l'union des syndicats chrétiens de la Loire-Inférieure, qui prend de facto la suite de l'union départementale CFTC.
Dans la suite de cet engagement, il participe à la résistance, sous le pseudonyme de « Christian », au sein du mouvement Libération-Nord. Brièvement délégué général de la CFTC clandestine, de 1943 à 1944, il est aussi membre du comité départemental de libération à partir de juin 1944.
Son action pendant la seconde guerre mondiale lui vaut la médaille de la reconnaissance française et la croix du combattant volontaire de la résistance.
En 1944, il est nommé maire-adjoint de Nantes.
Il rejoint le Mouvement Républicain Populaire à sa création, et mène la liste de ce parti en Loire-Inférieure pour l'élection de la première constituante, en 1945. Avec 15,7 % des voix, il est élu député.
Vice-président du groupe MRP, il dépose plusieurs textes concernant les droits à la retraite.
En juin 1946, il est de nouveau tête de liste, et obtient un résultat nettement meilleur, avec 27,4 % des voix. Il est réélu député, et conserve son mandat en novembre, avec 23,3 % des voix.
Toujours vice-président du groupe, il est un parlementaire particulièrement actif, essentiellement sur les questions sociales, et plus particulièrement le problème des retraites.
Il s'intéresse aussi aux questions coloniales, et participe activement au débat d'août 1947 sur le statut de l'Algérie.
En 1951, le MRP subit, dans le département comme au niveau national, une forte concurrence des gaullistes, et Edouard Moisan n'est réélu qu'avec 15,1 % des voix. En 1953, il est par ailleurs élu conseiller municipal de Nantes.
Représentant de l'aile sociale, plutôt de centre-gauche, du MRP, il propose à plusieurs reprises des hausses de salaires, ou des pensions de retraites. Il se distingue d'ailleurs parfois de la majorité de son groupe, en s'abstenant sur les accords de Londres, ou soutenant, par l'abstention, Mendès-France jusqu'au bout.
Cela n'empêche pas, en 1956, que sa liste s'apparente à celle du CNI, ancré clairement à droite. Avec 15,9 % des voix, il est réélu député, et devient président du groupe MRP de l'Assemblée nationale, de plus en plus orienté au centre-droit, voire à droite. Cela ne l'empêche pas de continuer ses interventions sur les questions sociales.
Étonnamment, il reste très discret sur la question de l'Algérie, qui occupe l'essentiel du débat politique de l'époque. S'il soutient le retour de de Gaulle au pouvoir, en 1958, il n'approuve cependant pas la révision de la constitution.
En 1958, il décide de ne pas se représenter aux législatives. L'année suivante, il est réélu au conseil municipal de Nantes, dont il devient maire-adjoint.
Il tente ensuite de revenir au parlement à deux reprises, en vain : lors des législatives de 1962, puis des sénatoriales de 1965.
Après cet échec, n'ayant d'ailleurs plus de mandat municipal, il se retire de la vie politique.
Par ailleurs, il est administrateur de la Caisse chirurgicale mutuelle familiale de Nantes, vice-président du Crédit immobilier familial de Nantes, membre du conseil fédéral de la Fédération nationale des sociétés de crédit immobilier et membre du conseil de l'Union nationale des organismes HLM.